# 七鰓鰻亞綱
七鰓鰻亞綱（學名：Petromyzontida），又名八目鰻綱，是脊索動物門圓口綱下的一亞綱。
目前已知共有現存 38 種、已滅絕 5 種的七鰓鰻，其中 18 種為寄生性的肉食動物，鑽入魚類的血肉之中以吸血維生。這 18 種七鰓鰻中有 9 種會進行溯河洄游，另外 9 種則完全生活於淡水。所有非肉食性的物種均生活於淡水，成年不進食，依靠幼體所吸收的營養維持，幼體則為濾食性。

## 棲息地

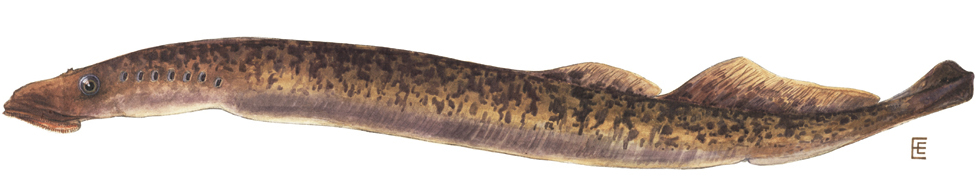
海七鰓鰻（Petromyzon marinus）

七鰓鰻多半棲息於淡水與沿岸，甚至是內流湖中，然而部分物種（例如：澳洲囊口七鰓鰻（Geotria australis）、海七鰓鰻（Petromyzon marinus）與三峰七鰓鰻（Entosphenus tridentatus））會在進行遠距離遷徙時游到開放海域，證據在於牠們在不同水域的族群上並沒有生殖隔離。七鰓鰻的幼體對高水溫的容忍程度低，這也解釋了為什麼牠們不分布於熱帶水域，除此之外七鰓鰻分布於除非洲之外的大部分溫帶水域之中。
七鰓鰻的分布會受到汙染以及過度捕魚影響。在諾曼征服英格蘭時期，七鰓鰻可以在泰晤士河上游的倫敦彼得森村附近發現。而近年來泰晤士河與威爾河汙染的減少也使得七鰓鰻再次出沒於倫敦以及切斯特勒街附近的水域。
七鰓鰻的分布同時也會受到水壩以及其他干擾洄游路徑的人造建築影響，這些建設會阻止牠們回到產卵地，而新建的人造水道則可能引導牠們游至新的水域，例如北美洲五大湖的海七鰓鰻。人類正計畫利用化學物質來控制這些入侵七鰓鰻的數量，但仍然有影響部分地區飲用水的疑慮。